# Lake Shore Limited
De Lake Shore Limited is een reizigerstrein in de Verenigde Staten die uitgebaat wordt door de nationale spoorwegmaatschappij Amtrak. De trein verbindt dagelijks Chicago in de staat Illinois met New York en Boston en doorkruist de staten Indiana, Ohio en Pennsylvania.
De route van New York naar Chicago is 1543 km lang en de route van Boston naar Chicago is 1637 km. In het boekjaar 2016 reden er meer dan 357.682 passagiers met de Lake Shore Limited.

## Geschiedenis

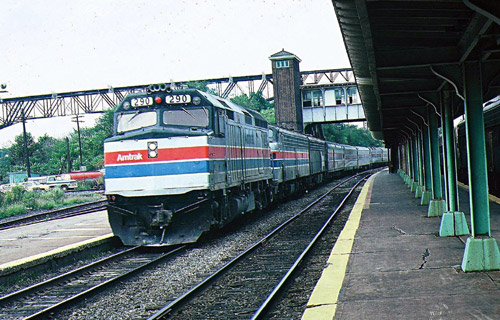
De Lake Shore Limited in Poughkeepsie in 1978

De Lake Shore Limited is vernoemd naar een van zijn voorgangers die reed op de beroemde Water Level Route van de New York Central Railroad. Net als het huidige Lake Shore Limited bood de New York Central-editie dienst aan tussen New York en Boston en Chicago, hoewel de New York Central LaSalle Street Station gebruikte. De New York Central heeft de Lake Shore Limited in 1956 opgeheven verklaard als onderdeel van een systeembrede reorganisatie. De dienst over de Water Level Route ging door tot de oprichting van Amtrak, met als laatste route de New England States en de niet nader genoemde Penn Central opvolger.
Amtrak had in zijn oorspronkelijke reisschema geen rekening gehouden met de dienst ten westen van Buffalo (New York) over de Water Level Route van New York Central; het treinverkeer tussen Chicago en New York zou worden afgehandeld door de Broadway Limited, die via de hoofdlijn van de Pennsylvania Railroad via Pittsburgh reed. Voor het gedeelte Albany - Boston van de route zou er geen treindienst zijn van 1971 tot de inhuldiging van de Lake Shore Limited in 1975. Tussen mei 1971 en januari 1972 exploiteerde Amtrak de Lake Shore over de route met steun van de staat Ohio. De Lake Shore Limited begon op 31 oktober 1975 met de secties naar New York en Boston.
De Lake Shore Limited was de laatste trein die het vervallen Buffalo Central Terminal gebruikte en vertrok op 28 oktober 1979. Sindsdien gebruikt de trein het station Buffalo–Depew.

### Reizigersdienst
De Lake Shore Limited bestaat uit een treindeel naar New York (treinnummer 48 in oostelijke richting, 49 in westelijke richting) en een treindeel naar Boston (448 in oostelijke richting, 449 in westelijke richting), die gecombineerd rijden tussen Chicago en Albany. Vanaf februari 2019 heeft de trein doorgaans twee P42DC-locomotieven (of één P32AC-DM-locomotief tussen New York en Albany), één Viewliner-bagagewagen, drie Amfleet II-rijtuigen, één Amfleet I split Business / Bar-rijtuig, één Viewliner II-diner (exclusief toegankelijk voor slapende passagiers), en drie Viewliner Sleepers.
In de normale dienst splitst de trein zich op Albany voor de secties naar Boston en New York. Door de geringe vraag en kostenbesparingen heeft Amtrak tussen 2003 en 2008 de dienst naar Boston stopgezet; passagiers maakten een overstap in Albany naar een pendeltrein. De sectie New York gebruikt een enkele dual-mode P32AC-DM voor de stroom via de derde rail in Pennsylvania Station. Ten westen van Albany wordt de tractie geleverd door twee of drie GE Genesis P42DC- of P40DC-diesellocomotieven, die doorrijden naar Boston.

De route van de Lake Shore Limited